# Хиралда
Хиралда (на испански: Giralda) е бившето минаре на някогашната главна джамия и понастоящем камбанарията на катедралата в гр. Севиля в автономна област Андалусия, Испания.
След като християните си завоюват обратно града (по време на Реконкистата), който им бил отнет от арабите, през 1248 г., те продължават да използват джамията като църква „Санта Мария ла Майор“. През XV век я събарят, за да издигнат на нейно място късно-готическа катедрала. Бившето минаре, изградено изцяло от тухли, остава, но е частично преустроено и оттогава служи като камбанария на катедралата. Хиралда и до днес е най-важната забележителност на града.

## История на сградостроежа
След като градът е завладян от Алмохадите през 1147 г., в Севиля започва строителна дейност, за която свидетелстват останките от градските стени, Хиралдата и Златната кула (Торе дел Оро). Минарето на Голямата джамия е построено през 1196 г. от Абу Юсуф Якуб, Ахмед ибн-Басо и Али ал-Гомара от тухли с височина 82 м. Римски фундамент и капители на колони от останки на дворец, които са били плячкосани на място, са били използвани повторно.
Една 32 м. висока ажурна наставка в ренесансов стил от архитекта Ернан Руис е завършена през 1568 г.; той е заменил оригиналния фенер отгоре заедно с четирите позлатени сфери, извисяващи се над него. Новата кула с камбанария е направена от тухла и частично облечена или инкрустирана с бял и черен мрамор.
Цялата кула е била боядисана в червено по време на Алмохадите, както и в епохата на Ренесанса. Боята е подновявана няколко пъти и дори през 19 век все още е имало видими остатъци от боята.

## Архитектура
Всички Големи минарета на Алмохадите са построени през втората половина на 12 век (Голямата джамия на Таза, Джамията Кутубия в Маракеш, Кулата на Хасан в Рабат – всички в Мароко) и всъщност се състоят от две кули – вътрешна кула с няколко малки помещения едно върху друго и като завършек отгоре една надстройка (фенер), като и външна кула, която оформя фасадата. Между тях има 2,50 m широка рампа, която отвежда до една галерия, разположена на около 70 м. височина. Изградена е рампа, а не стълбище, тъй като през строителния период строителните материали (камъни, хоросан, дърво, вода и др.) са транспортирани на горе с помощта на коне и мулета. Освен това съществува мнението (макар и неподкрепено от източници), че мюезинът е яздил на кон, за да призове вярващите на молитва или да съобщи важни новини.

## Предшестващи сгради
Най-важният архитектурен предшественик на всички алмохадични минарета несъмнено е древният Александрийски фар – рухнал след предходни щети на строителната субстанция и ремонти през 14 век. За трилентовия фасаден дизайн на Хиралдата (иначе нетипично за архитектурата на Алмохадите), голямо влияние оказва с голяма вероятност минарето на Кала Бени Хамад (в Алжир).

## Орнаментика
Средната част на минарето, която има еднакъв дизайн и от четирите страни, е пронизана от няколко отвора за прозорци, които осветяват вътрешните рампи и помещения; мраморните балюстради са добавени през 16 век. Горните двойни прозорци (ajimez) са хванати от многопроходни дъги и обрамчени от правоъгълни рамки (alfiz). Страничните панели съдържат (потенциално безкраен) ромбоиден орнамент, който се образува от (потенциално безкрайни) припокриващи се дъги над малки колони. За разлика от минарето на Кутубия с неговата мозайка от плочки, горният край на шахтата на кулата е оформен от фриз със слепи аркади.

## Значимост
Освен минарето на джамията Кутубия в Маракеш, Хиралдата е едно от монументалните свидетелства за архитектурата на Алмохадите. Кулата дълго време се извисявала над всички църковни кули в Испания и всички минарета в Андалусия и по този начин ясно показва (големите) претенция за властване на Алмохадите в разцвета им.
Юста и Руфина, двамата покровители на града и катедралата, често са изобразявани с Хиралдата по между им, за която се твърди, че те са я били спасили от срутване по време на няколко земетресения.
През 1987 г. ансамбълът, състоящ се от Хиралдата и съседната катедрала Мария де ла Седе, е обявен от ЮНЕСКО за световно културно наследство.
Сградата Wrigley Building в Чикаго е частично изградена по образец на Хиралдата.

## Хиралдильо
В горната част на кулата има бронзова статуя, висока около 3.5 м, която заедно със своя 4-метров цокъл достига общо тегло от около 1300 кг. Създадена е между 1566 г. и 1568 г. от Бартоломе Морел по модел на Хуан Баутиста Васкес. През 1997 г. оригиналът е временно заменен с малко по-леко копие с цел реставрация. Това копие днес се намира пред катедралата.
Статуята, известна като Хиралдильо, е жена в туника, която държи палмова клонка в едната си ръка и флагълг с кръст, върху който се вее военно знаме в другата ръка. Смята се, че дизайнът е вдъхновен от статуи на богините Палада Атина или Минерва. Статуята се тълкува като инкарнация на тържествуващата християнска вяра (на испански: Santa Fe (Санта Фе)) след възвратното завоевание на Андалусия (Реконкиста) и прогонването на маврите.
Името Хиралдильо произлиза от испанската дума girar (въртя се, обкръжавам), тъй като статуята с ветропоказател се върти с вятъра. Оттук произлиза името Хиралда като име за цялата кула.

## Камбани
В Хиралда има общо 27 камбани и голяма дървена тресчотка.

### Камбанария
В камбанарията (sala de campanas) под фенера на кулата висят 24-те камбани за богослужебния звън, от които 18 от тях (ескили) се намират в предните аркади: по пет камбани на изток и запад и по четири на север и юг. Те се въртят предимно около оста на високите си дървени хомоти (de volteo), понякога се въртят само хоризонтално (medio pino). Седем камбани от 20 век са заменили повредените по-стари камбани.

Останалите шест камбани (кампани) са окачени неподвижно и се удрят с клапа (de golpe). На север и юг, зад централната аркада, висят двете най-големи камбани – Санта Мария от 1588 г. и Сан Мигел от 1792 г. Още четири камбани от годините 1438, 1500, 1599 и 1764 са разпределени в ъглите на вътрешната галерия. Всяка от тези четири камбани се комбинира с четири съседни камбани във външните аркади, за да образува хор от пет части (коро): Хорът на Санта Круз се състои от камбаните с номер 13 – 17, Тодос Сантос 7 – 11, Санта Каталина 1 – 5 и Сантяго от 19 – 23.
- Детайли на кулата от юг. Камбани в аркадите: Санта Чечилия (14), Сан Пабло (13), Сан Мигел (12), Сан Исидоро (11) и Санта Барбара (10). Във фенера: Campana del reloj (A)
- Детайли на кулата от изток. Камбани в аркадите (от ляво на дясно): Санта Инес (8), Сан Хуан Евангелиста (7), Сан Педро (6), Сан Лауреано (5) и Сан Хосе (4). Във фенера: Матрака, отзад: Кампана дел релой (А)
- Горният край на снимката: Тодос Сантос (9), вляво: Сан Педро (6), в средата: Сан Хуан Евангелиста (7), вдясно: Санта Инес (8)
- Камбаната Санта Мария (24)
- Отпред: камбана на Санта Каталина (3), отзад вляво: Сан Лауреано (5), вдясно: Сан Педро (6)

| №  | Име                             | Година на отливане | Майстор                   | Диаметър | тегло (приблизително) | Място       | Окачване   |
| -- | ------------------------------- | ------------------ | ------------------------- | -------- | --------------------- | ----------- | ---------- |
| 1  | San Juan Bautista               | 1908               | Alfredo Villanueva        | 122 cm   | 1.051 kg              | север       | въртяща    |
| 2  | Santa Lucía                     | 1998               | Glockengießerei Eijsbouts | 78 cm    | 275 kg                | север       | въртяща    |
| 3  | Santa Catalina                  | 1599               | anonym                    | 133 cm   | 1.362 kg              | североизток | неподвижна |
| 4  | San José                        | 1998               | Glockengießerei Eijsbouts | 83 cm    | 331 kg                | север       | въртяща    |
| 5  | San Laureano                    | 1962               | Fa. Murua                 | 94 cm    | 481 kg                | север       | въртяща    |
| 6  | San Pedro                       | 1773               | Miguel Guerrero           | 115 cm   | 881 kg                | север       | въртяща    |
| 7  | San Juan Evangelista            | 1793               | Zacarias Ditrich          | 110 cm   | 771 kg                | север       | въртяща    |
| 8  | Santa Inés                      | 1872               | Juan Japón                | 89 cm    | 408 kg                | север       | въртяща    |
| 9  | Todos Santos (Ominum Sanctorum) | 1764               | José de la Riva           | 142 cm   | 1.658 kg              | югоизток    | неподвижна |
| 10 | Santa Bárbara                   | 1998               | Glockengießerei Eijsbouts | 88 cm    | 395 kg                | юг          | въртяща    |
| 11 | San Isidoro                     | 1788               | Zacarias Ditrich          | 107 cm   | 709 kg                | юг          | въртяща    |
| 12 | San Miguel                      | 1792               | Manuel Luís Rodríguez     | 183 cm   | 3.548 kg              | юг          | неподвижна |
| 13 | San Pablo                       | 1851               | Francisco Japón           | 111 cm   | 792 kg                | юг          | въртяща    |
| 14 | Santa Cecilia                   | 1992               | Fa. Hijo de Manuel Rosas  | 62 cm    | 138 kg                | юг          | въртяща    |
| 15 | Santa Cruz, de los cuartos      | 1500               | Francisco Fernandes       | 118 cm   | 951 kg                | югозапад    | неподвижна |
| 16 | Santa Florentina                | 1763               | José de la Riva           | 88 cm    | 395 kg                | запад       | въртяща    |
| 17 | San Sebastián                   | 1851               | Francisco Japón           | 87 cm    | 381 kg                | запад       | въртяща    |
| 18 | San Cristóbal                   | 1998               | Glockengießerei Eijsbouts | 139 cm   | 1.555 kg              | запад       | въртяща    |
| 19 | San Fernando                    | 1763               | José de la Riva           | 118 cm   | 951 kg                | запад       | въртяща    |
| 20 | Santa Justa                     | 1851               | Francisco Japón           | 63 cm    | 145 kg                | запад       | въртяща    |
| 21 | Santiago                        | 1438               | Juan Aubri                | 132 cm   | 1.332 kg              | северозапад | неподвижна |
| 22 | Santa Rufina                    | 1714               | Matías Solano             | 74 cm    | 235 kg                | север       | въртяща    |
| 23 | San Hermenegildo                | 1814               | Francisco Fernández       | 108 cm   | 729 kg                | север       | въртяща    |
| 24 | Santa María, la Mayor, la Gorda | 1588               | Juan de Balabarca         | 210 cm   | 5.362 kg              | север       | неподвижна |

### Фенер
Във фенера на кулата над камбанарията виси камбаната Campana de las horas del reloj (A), която удря на кръгъл часа. Тя е излята от майстора Алфонсо Домингес през 1400 година. Тежи около 1439 кг. и има диаметър около 156 см.
Специална особеност е голямото дървено кречетало (на испански matraca, в Севиля наричано още carracaña), което е окачено в южната аркада на фенера. Докато камбаните мълчат между Глория на Велики четвъртък и Глория на Великденското бдение, кречеталото се върти като колело, а дървените чукове удрят четирите дървени крила едно след друго.

### Друго
Във вътрешността на кулата са изложени две камбани: олтарната камбана Campana del altar Mayor (0) от Кристобал Кабрера от 1509 г. с диаметър 35 см и тегло около 25 кг и бившата камбана Санта Лусия (*2) от Антонио Маркес от 1914 г. с 275 кг и диаметър 78 см.

## Изгледи
- Хиралда с катедралата
- Очевидно: бившо минаре
- Хиралдильо
- Изглед от Хиралда

## Виж също
- Ислямска архитектура